# Heteromeringia nitobei
Heteromeringia nitobei är en tvåvingeart som beskrevs av Mitsuhiro Sasakawa 1966. Heteromeringia nitobei ingår i släktet Heteromeringia och familjen träflugor.
Artens utbredningsområde är Taiwan. Inga underarter finns listade i Catalogue of Life.